# Matsumoto Sho
Sho Matsumoto (松本 翔 Matsumoto Sho, sinh ngày 4 tháng 4 năm 1992) là một cầu thủ bóng đá người Nhật Bản.

## Thống kê câu lạc bộ
| Thành tích câu lạc bộ | Thành tích câu lạc bộ | Thành tích câu lạc bộ | Giải vô địch | Giải vô địch | Cúp                   | Cúp                   | Cúp Liên đoàn | Cúp Liên đoàn | Tổng cộng | Tổng cộng |
| Mùa giải              | Câu lạc bộ            | Giải vô địch          | Số trận      | Bàn thắng    | Số trận               | Bàn thắng             | Số trận       | Bàn thắng     | Số trận   | Bàn thắng |
| Nhật Bản              | Nhật Bản              | Nhật Bản              | Giải vô địch | Giải vô địch | Cúp Hoàng đế Nhật Bản | Cúp Hoàng đế Nhật Bản | J.League Cup  | J.League Cup  | Tổng cộng | Tổng cộng |
| --------------------- | --------------------- | --------------------- | ------------ | ------------ | --------------------- | --------------------- | ------------- | ------------- | --------- | --------- |
| 2011                  | Yokohama F. Marinos   | J1 League             | 0            | 0            | 1                     | 0                     | 2             | 0             | 3         | 0         |
| 2012                  | Yokohama F. Marinos   | J1 League             | 3            | 0            | 0                     | 0                     | 3             | 1             | 6         | 1         |
| 2013                  | Ehime FC              | J2 League             | 10           | 1            | 1                     | 0                     | -             | -             | 11        | 1         |
| 2014                  | Yokohama F. Marinos   | J1 League             | 0            | 0            | 0                     | 0                     | 0             | 0             | 0         | 0         |
| 2015                  | Renofa Yamaguchi FC   | J3 League             | 10           | 0            | 0                     | 0                     | -             | -             | 10        | 0         |
| Tổng cộng sự nghiệp   | Tổng cộng sự nghiệp   | Tổng cộng sự nghiệp   | 23           | 1            | 2                     | 0                     | 5             | 1             | 30        | 2         |